# Joik

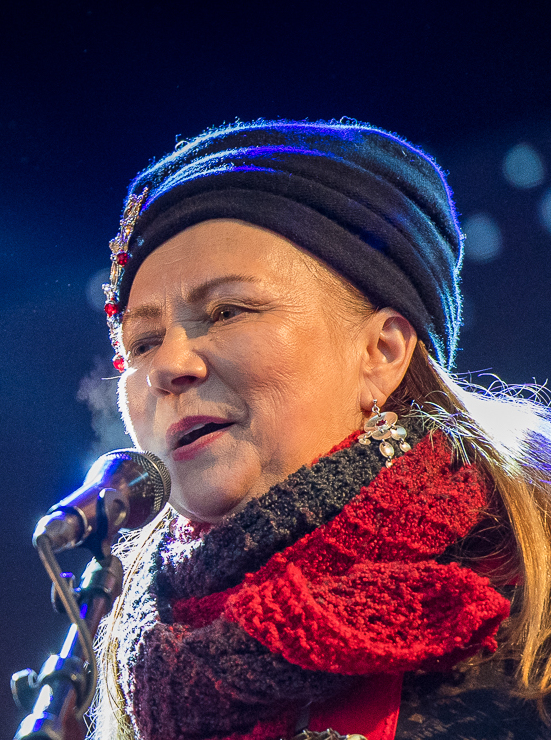
Die samische Musikerin Mari Boine aus Norwegen ist für moderne Interpretationen des Joiks bekannt (2018).

Joik oder Jojk (vgl. nordsamisch juoigan „(das) Joiken“ bzw. juoigat „joiken“) ist der traditionelle samische Gesang. Ein typischer Joik zeichnet sich durch einen rezitativischen Gesangsstil, Wiederholungen und Variationen auf der Grundlage von kurzen Formeln und speziellen Gesangstechniken aus. Es ist eine der ältesten Formen von Volksmusik in Europa.

## Hintergrund
Zur Zeit der samischen Religion wurde der Joik sowohl von den Schamanen als ritueller Gesang, als auch profan von allen Samen verwendet. Es handelt sich um einen mit dem Jodler verwandten, eintönig-gutturalen Gesang, bei dem die Musik oft wichtiger ist als die Worte. Die Ureinwohner Sápmis besingen damit Menschen, Tiere und Naturphänomene. Der Joik ist traditionell ein integraler Bestandteil ihrer Kultur, der weniger der Unterhaltung als vielmehr der Möglichkeit dient, sich dem Besungenen näher zu fühlen.
Der Joik wird von Männern wie Frauen gepflegt und enthält gesungenen Text oder bedeutungslose Silben. Er war früher die einzige traditionelle Musikform der Samen und bestand aus einem Sologesang ohne instrumentale Begleitung. Das hauptsächliche Melodieinstrument der samischen Musik war das Rohrblattinstrument fadno, während der Schamane für seine Sitzungen die Schamanentrommel verwendete. Beide dienten gelegentlich auch als Begleitung des Joik.
Der samische Joik ist nur teilweise formalisiert und etwa zur Hälfte Improvisation. Dem Grundverständnis nach entsteht ein Joik einfach bei einem Menschen durch das Leben in der Natur, man kann ihn also nicht direkt als improvisatorischen Gesang kennzeichnen – er existiert einfach und passt sich der Stimmung und der Landschaft an.
Bei künstlerischen Auftritten wird er allerdings etwas der Situation angepasst. Es kommen rhythmische und melodische Veränderungen vor. Einzelne Vibrati und schnelle oder langsame Tremoli können eingebaut werden.

## Ritueller Joik
Bis zur vollständigen Christianisierung der Samen – die spätestens Mitte des 19. Jahrhunderts abgeschlossen war – versetzte sich der Schamane (Noajde) mit Hilfe der Zaubertrommel und des Joiks in eine rituelle Ekstase. Während der Trance joikte eine der versammelten Frauen, um den Noajden an seine Aufgabe zu erinnern und seine Seele zurück ins Diesseits zu begleiten.
Vom 18. bis ins 20. Jahrhundert war das Joiken als Ausdruck der alten Religion verboten. Auch danach wurde es von vielen Pfarrern als Sünde bezeichnet und zum Teil bestraft.

## Themen des Joikens
In einer Mischung aus Lied und Gedicht bzw. Ballade behandeln die Texte meist das Leben in der wilden Landschaft um den Polarkreis.
Das Joiken kann von der Vergangenheit oder von der Zukunft handeln, am häufigsten „spielt“ es aber in der Gegenwart. Seine Themen erstrecken sich auf die Inhalte des gesamten Leben des Joikers (Interpreten). Manche der Joiks erzählen von Personen, die meisten aber von Tieren, die besonders wichtig für die Samen sind – z. B. Rentiere und einige Wildtiere.
Auch heilige Plätze in der Natur, Gefühle und Hoffnungen sind bekannte Themen des Joiks. Die traditionellen und beliebtesten Joiks sind jene über den Wolf und solche Personenjoiks, die den Charakter einer Person beschreiben.
Der Joik drückt die tiefe Verbundenheit der Samen mit der Natur aus. Man joikt nicht über etwas, sondern man joikt etwas – d. h. beim Joiken entsteht in Sänger und Zuhörer die Vorstellung von der Anwesenheit von Menschen, Tieren, Situationen oder Landschaften. Ein Joik ist endlos. Er benötigt keine Worte, der Interpret kann die Geschichte durch Worte, Gesten, Melodie, Rhythmus und andere Ausdrucksformen erzählen bzw. variieren. Der Joik ist ein „Ding-an-und-für-sich“.
Jedes Jahr zu Ostern wird in Kautokeino (Provinz Finnmark / Nordnorwegen) der Sámi Grand Prix ausgetragen, ein Musikwettstreit, der auch eine Kategorie „Joik“ (für traditionellen Gesang) umfasst.

## Bekannte Interpreten

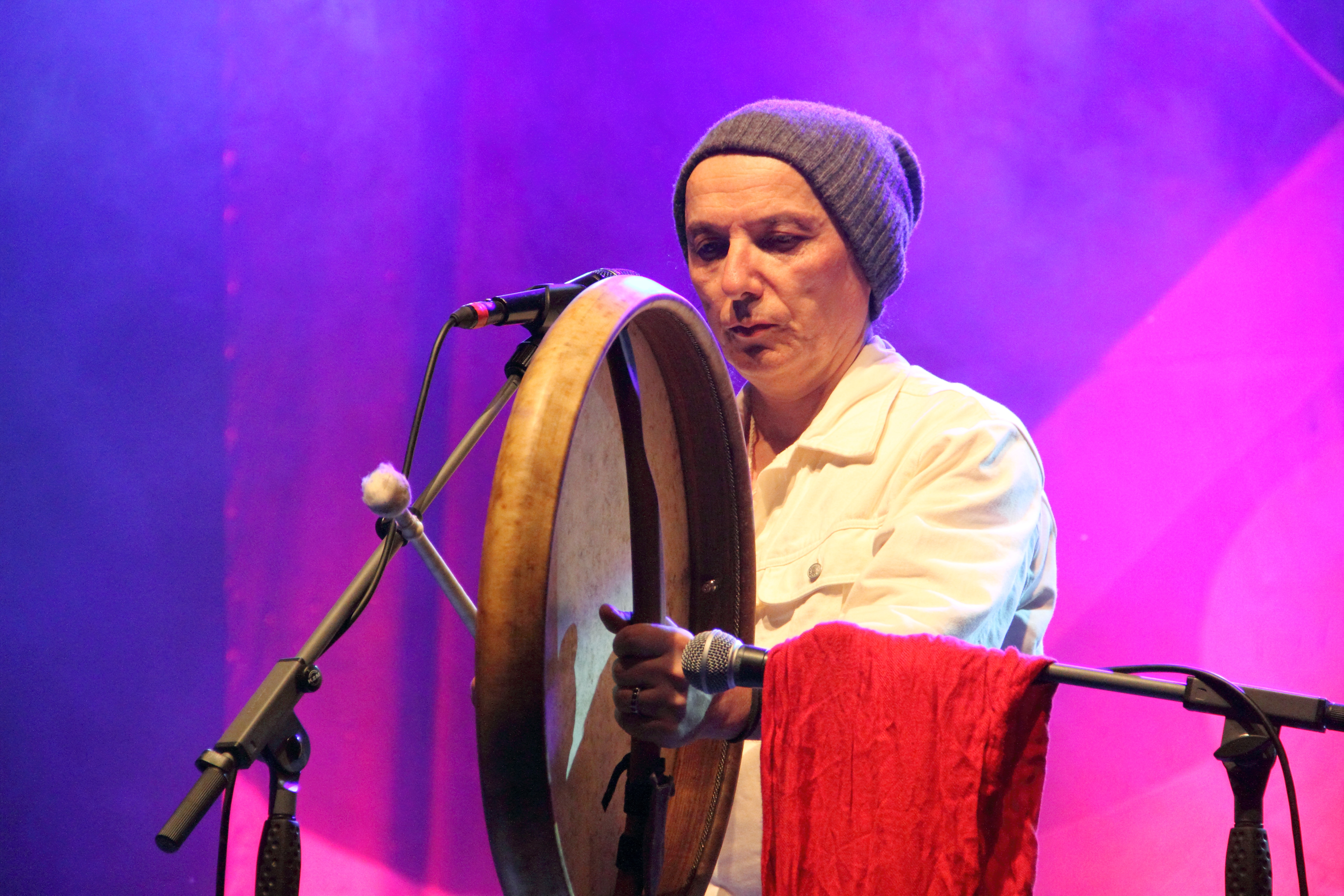
Torgeir Vassvik begleitet seine Interpretationen von traditionellem Joik auf einer Schamanentrommel, TFF Rudolstadt 2015

Bei der Eröffnungsfeier der Olympischen Winterspiele 1994 in Lillehammer sang der Same Nils-Aslak Valkeapää seine Joiks. Bevor er 1996 einen schweren Autounfall erlitt, an dessen Spätfolgen er Ende 2001 verstarb, war der auch „Áilluhas“ bzw. „Áillohaš“ genannte gebürtige Finne der bekannteste Interpret dieses Genres. Für den norwegischen Jugend-Abenteuerfilm Pathfinder (Originaltitel: Ofelaš bzw. Veiviseren) von 1987 hatte Valkeapää einen Großteil der Filmmusik gesungen. Darüber hinaus spielte er in dieser ersten rein samischen Filmproduktion die Rolle des Siida-Isit.
Die international bekannte norwegische Weltmusik-Interpretin Mari Boine wird oftmals als wichtigste Vertreterin des Joik genannt. Tatsächlich hat ihr sphärisch-mystischer Gesangsstil aber mit dem kehlig-bodenständigen Joik nicht mehr viel gemeinsam.
Der finnische Sänger Wimme Saari ist dagegen ein moderner Joik-Interpret, der echte Joiks auf der Bühne darbietet, diese allerdings oftmals von den Techno-Klängen seiner Band RinneRadio begleiten lässt.
Finnische Folk-Metal-Bands wie Korpiklaani und Finntroll haben in manchen Stücken mit der Gesangsstimme Anleihen beim Joik genommen, wobei ihre Musik insgesamt wenig mit dem ursprünglichen Joik gemein hat.
Die Finnin Ulla Pirttijärvi aus Utsjoki, die im Rahmen der Konzertreihe Klangkosmos – Weltmusik in NRW im März 2006 insgesamt 16 Auftritte in verschiedenen Städten Nordrhein-Westfalens absolvierte, wird ebenfalls immer bekannter.
Transjoik ist eine norwegische Band, die Jazzmusik mit Joiks kombiniert. Gegründet 1992 in Trondheim unter dem Namen Frode Fjellheim Jazzjoik Ensemble wurde sie später auch gerne der Ambient- oder Trance-Szene zugeordnet.
Die Sängerin Karoliina Kantelinen, die seit 2012 zur finnischen Ethno-Pop-Gruppe Värttinä gehört, hat über das traditionelle Joiken promoviert.
Beim Eurovision Song Contest 2019 in Tel Aviv trat die norwegische Band KEiiNO mit dem Lied Spirit in the Sky an, welches Elemente aus dem Joik beinhaltet. Auch der bereits dreimal beim schwedischen ESC-Vorentscheid Melodifestivalen angetretene Jon Henrik Fjällgren ist ein Vertreter des Joiks und landete mit seinem Album Goeksegh im Jahr 2015 auf Platz eins der schwedischen Albumcharts.

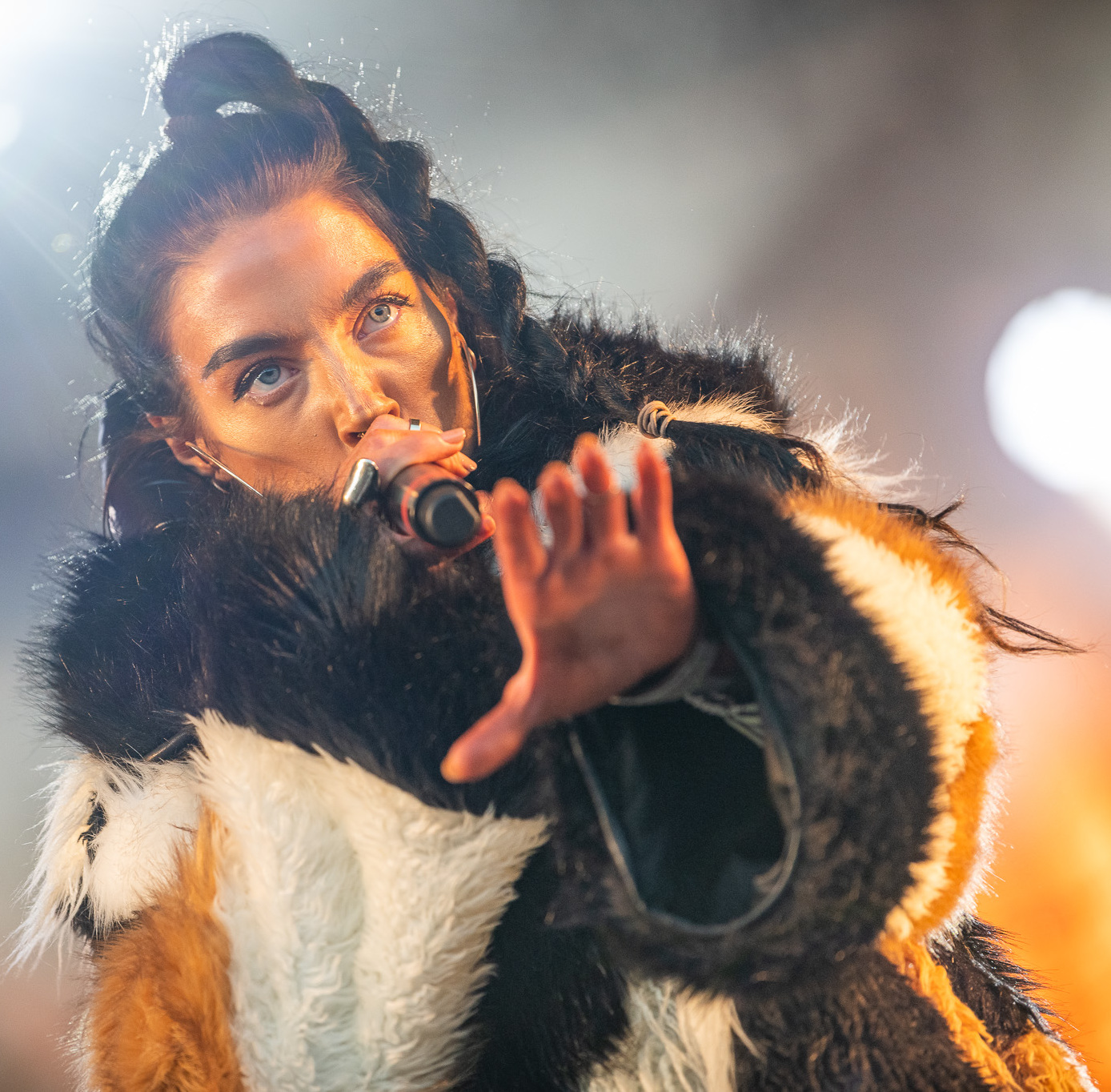
Maxida Märak auf dem Riddu Riđđu 2019

Eine weitere Interpretin ist Marja Mortensson, eine der Hauptpersonen im Schweizer Dokumentarfilm Beyond Tradition von 2023.
Nils Mattias Andersson (1882–1974) wurde für seine poetische Improvisation in der literatur- und musikwissenschaftlichen Forschung zum Joik bekannt.